# Cartier

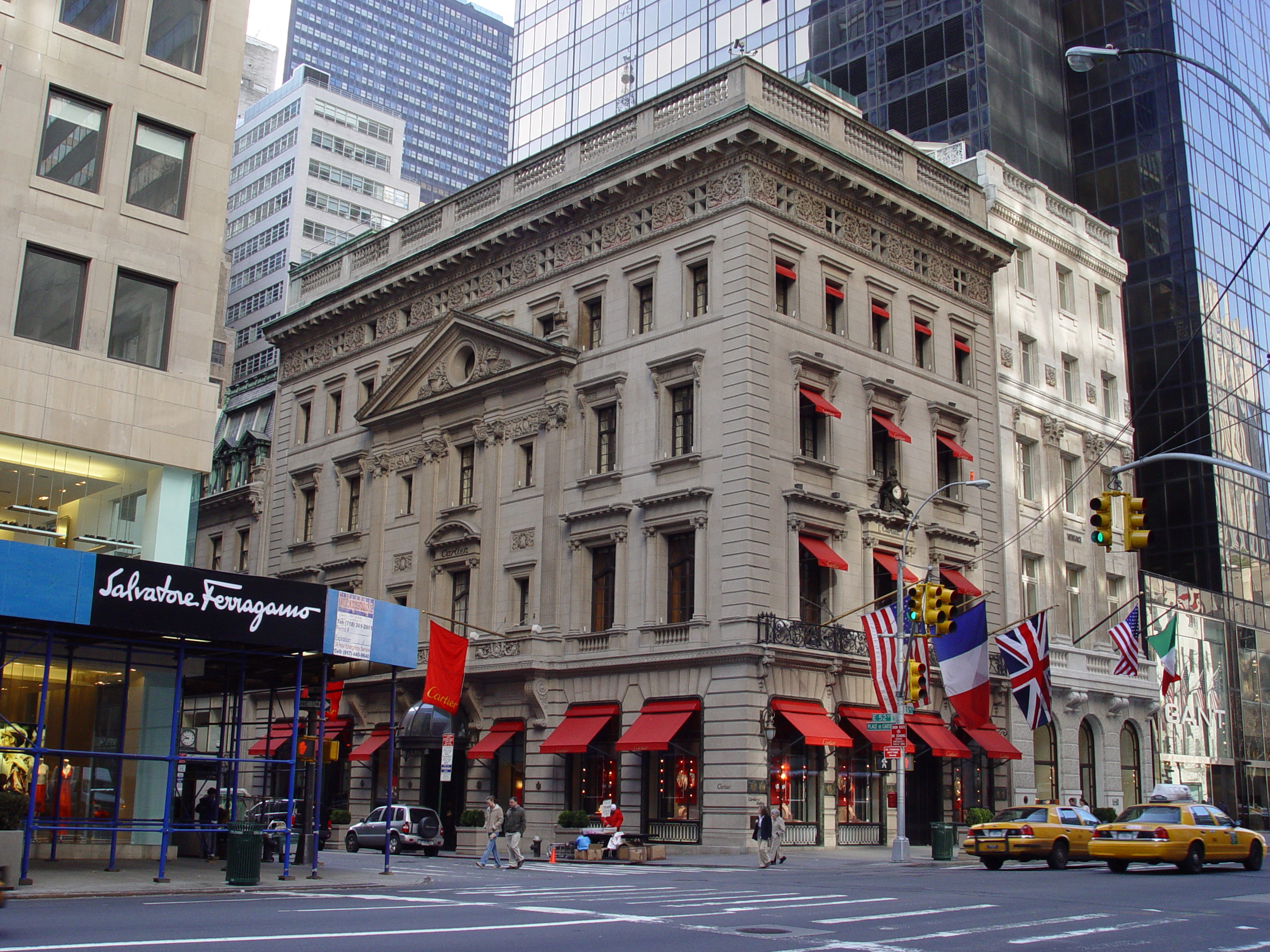
Будинок Cartier в Нью-Йорку

Картьє́ (фр. Cartier) — французький ювелірний дім, що спеціалізується на ювелірних прикрасах, виробництві вишуканих коштовностей, годинників і парфумів. Перший магазин відкрив Луї-Франсуа Картьє в Парижі у 1847. З 1902 по 1950 роки фірма отримала тринадцять почесних сертифікатів від королівських будинків Європи. Кілька років поспіль, на початку жовтня, дім Cartier представляв свою чергову колекцію класу haute joallerie. У 2007 році використали індійський сюжет, у 2008 році — варіації на тему китайського мистецтва.

## Початок історії Картьє
Французький ювелірний дім Cartier зобов'язаний своїм народженням Луї Франсуа Картьє (1819—1904), засновнику династії паризьких ювелірів. Картьє у 28 років став послідовником Адольфа Пікара — знаменитого на той час ювелірного майстра, у якого вчився ювелірній справі. У 1847 році він купив його майстерню за адресою 29 rue Montorgueil в Парижі. Майстерня була розташована у районі, населеному аристократією. Завдяки цьому і тому, що ювелірні вироби користувалися неабияким попитом, майстерня зростала і в 1853 році почала випускати продукцію для приватних клієнтів. У 1856 році в його магазині зробила покупку принцеса Матильда, племінниця Наполеона I і кузина імператора Наполеона III. З цього моменту почався розквіт: вироби від Картьє стали користуватися успіхом серед аристократії. Вишукані ювелірні прикраси від майстра, який поєднував у своїй роботі традиції і новаторство, стали купувати європейські королівські родини. У 1859 році компанія Cartier переїжджає за адресою 9 boulevard des Italiens. В 1874 році до Картьє-старшого приєднується його син Альфред. На дім Картьє починають працювати художники та ювеліри. Альфред Картьє мав в свою чергу трьох синів: Луї, П'єра і Жака, які з часом теж приєдналися до сімейного бізнесу. У 1899 році Альфред Картьє переїжджає на престижне місце за адресою 13 rue de la Paix, на найдорожчу вулицю Парижа, на якій можна було купити все, що могла побажати паризька модниця. Інші ювелірні компанії переїжджають на rue de la Paix і прилеглу площу Vendome. Ця частина міста стає центром ювелірного мистецтва. Згодом Альфред Картьє доручає керівництво компанією своїм трьом синам: Луї, П'єру й Жаку. П'єр і Жак невдовзі вирушають поширювати мистецтво Картьє за межі Франції до Нью-Йорку та Лондона. У 1902 році було відкрито перший магазин Картьє в Лондоні. Луї ж керував бізнесом в Парижі. У 1906 році ювелірний дім Картьє представив світу свою першу колекцію в авангардистському стилі Art Deco. Мистецтвознавці стверджують, що вона була створена під впливом від картин Пабло Пікассо та знаменитих балетів «Російські сезони» Сергія Дягілєва. У 1907 році Картьє проводить першу виставку своїх ювелірних виробів та годинників в Санкт-Петербурзі, у готелі «Європа», і стає придворним ювеліром Миколи II. Потім подорожує Москвою і Києвом. На початку-середині XX століття Cartier створює аксесуари, які стали потім його візитною карткою. У 1909 році відкрито бутик Картьє в центрі Нью-Йорку на 5-ій авеню. У 1910 році було зареєстровано торгову марку Cartier.

### Прикраси
У 1924 році було випущено перстень, що став символом Cartier — три обідки із золота різних відтінків, що переплітаються між собою. У 1948 році з'явилися всесвітньо відомі платиново-золоті пантери Cartier, прикрашені сапфірами та діамантами, які згодом стали візитною карткою ювелірного бренду. Першу брошку з пантерою придбали герцогиня й герцог Віндзорські. Під час Другої світової війни у 1942 році Картьє створює брошку «Птах у клітці», що символізує окуповану фашистами Францію. Друга брошка, «Звільнений птах», з'являється пізніше — у 1947 році — як ознаменування визволення країни. Прикраса була виготовлена з платини, золота та з використанням діамантів, лазуриту, коралів і сапфіра. Картьє завжди шукав нові ідеї: його також вважають винахідником кліпс. Перші кліпси з'явилися саме в майстернях дому Картьє. За легендою, ця ідея застібки прийшла від білизняної прищіпки. З того часу жінки більше не мусили проколювати вуха для сережок. Крім того, з'явилася можливість трансформувати ці прикраси самостійно: перетворювати кліпси в кулони або брошки, додавати або знімати окремі деталі. А у пошуках ідеальної оправи для діамантів було створено дивний перстень, у якому камінь, здавалося, ніщо не утримувало. Секрет полягав у тому, що гладкий перстень різали в одному місці і вставляли камінь, який тримала лише сила пружності металу.

### Годинники
У 1888 році вийшли перші наручні годинники «Cartier», а в 1906 році з'явилися моделі годинників, інкрустовані дорогоцінним камінням. У 1910 році компанія почала розширювати тираж наручних годинників. У 1911 році вийшла дебютна колекція годинників Santos. Після Першої світової війни у 1917 році з'являються оригінальні наручні годинники-браслети. Картьє називає їх «танк», за аналогією з формою сліду танкових гусениць. У 1918 в подяку за визволення Франції, такі годинники були подаровані американським командирам (у тому числі генералу Джону Першингу). У 1933 році спеціально для паші Марракеша був розроблений водонепроникний годинник Pasha, який той міг би носити під час плавання в басейні. Перший годинник був зроблений з чистого золота. Новий етап розпочався для Картьє в 1999 році, коли швейцарська група Richemont придбала знаменитий дім Картьє, який поряд із престижними марками Baume&Mercier, Piaget і Vacheron Constantin, став частиною однієї з найбільших асоціацій у світі моди і предметів розкоші. Дизайнери компанії продовжують звертатися до розробок Луї Картьє, і з цих ресурсів приходять такі сучасні моделі як оновлений «Tank», «Baignoire», «Tonneau» і «Diablo».

## Подальша історія Картьє
В 1965 року, після смерті П'єра Картьє, ювелірний дім Картьє перестав бути сімейним підприємством, його паризьке, нью-йоркське і лондонське відділення були продані. Потім дім Картьє очолює промисловець Роберт Хок (Robert Hocq). У 1972 році він разом з Аланом-Доменіком Переном (Alain-Dominique Perrin) і Жозефом Каної (Joseph Kanoui) об'єднує представництва фірми. Завдяки Роберту Хоку дім Картьє почав бурхливо розвиватися в комерційному плані, розширюючи гаму своєї продукції. І з цього часу компанія перестала бути тільки ювелірним домом: відтепер Картьє виготовляє не тільки персні, кулони, браслети, сережки, а й годинники, портсигари, ремені, візитівки й т. ін. Після смерті Роберта Хока в 1979 році президентом компанії Cartier Monde стає Жозеф Каної. З 1981 року в асортименті компанії з'являється парфумерія. Марка Картьє також виділяє кошти для меценатства. У 1984 році новий президент Cartier International Алан-Доменік Перен засновує Фонд Картьє з метою підтримки сучасної творчості та організації унікального музею, експонати для якого закуповуються у приватних осіб і на аукціонах. Фонд підтримує всі види сучасного мистецтва (живопис, кінематограф, дизайн, фотографію і моду). У 1992 році «Картьє» проводить виставку «Мистецтво Картьє» в Ермітажі (Санкт-Петербург), а в 1994 році створює колекцію Les Charms d'or de Cartier («Чарівність золота Картьє») на теми ар деко та Росії. У 1999 році представлена нова колекція прикрас Paris nouvelle vague Cartier («Париж, нова хвиля Картьє») на тему прекрасного Парижа. На сьогодні дім Картьє — акціонерне товариство, яке не має прямого відношення до нащадків свого засновника. Дім Картьє має 20 філій, розташованих в 120 державах. 

## Бутики Картьє

### Париж
У 1899 році Альфред Картьє переїжджає в престижний район Парижа. Син засновника дому Cartier Альфред доручає керівництво компанією своїм трьом синам Луї, П'єру й Жаку. П'єр і Жак відправляються на завоювання світу й влаштовуються в Лондоні та Нью-Йорку, а Луї займається розвитком бізнесу в Парижі, на що спрямовує всю свою енергію. Під його керівництвом в Парижі компанія набуває міжнародного визнання. Після декількох років досліджень Луї Картьє починає використовувати в ювелірному мистецтві платину й досягає вершин майстерності в неокласичному стилі.

### Лондон
У 1902 році відкрито бутик у Лондоні. Історія починається з П'єра, другого сина Альфреда. На прохання свого батька П'єр переїхав до Лондона на час, для участі в підготовці до коронації Едуарда VII на вимогу британської аристократії. Брат П'єра Жак скоро приєднався до нього і в 1902 році вони спільними зусиллями відкрили бутик. Офіційний постачальник при дворі Едуарда VII з 1904 року, Cartier Лондон був присутнім на кожній церемонії. У XX столітті Cartier Лондон був у змозі залишатися впливовим завдяки високій паризькій ідентичності.

### Нью-Йорк
Нью-йоркський бутик Cartier знаходиться в самому центрі міста. Розташований у фешенебельному житловому кварталі, будинок пана Планта був побудований в період з 1903 по 1905 рік. Особняк став одним з перших приватних будинків, зведених в цій частині міста. У 1917 році П'єр Картьє придбав особняк пана Планта за 100 доларів і перлове кольє вартістю мільйон доларів, яке підніс пані Плант як презент від чоловіка. У 1970 році Комісія з охорони історичних пам'яток виносить пропозицію визнати будівлю пам'яткою архітектури міста Нью-Йорк. У червні 2003 року міська влада приймає рішення назвати перетин П'ятої авеню і п'ятдесят другої вулиці Площею Картьє.

### Токіо
Відкритий у 2005 році бутик Cartier Мінамі-Аояма вже давно є «Меккою» для тих, хто бере участь у творчій роботі. Фасад бутика нагадує діамант, що випромінює внутрішнє світло, заломлене блискучими зовнішніми гранями. Увійшовши в гостинні двері, можна потрапити на другий поверх, оформлений у вигляді елегантної галереї. Величезні сходи теплого рожевого кольору ведуть вниз, до торгової зали. Тільки в бутику Мінамі-Аояма ювелірні вироби, представлені у складі розкішних тематичних колекцій, демонструються на гігантських стендах.

## Цікаві факти
- У 1969 році Картьє отримує алмаз величиною 69,42 карата грушоподібної форми і потім продає його британському акторові Річарду Бертону, який в свою чергу дарує його своїй новій дружині — американській актрисі Елізабет Тейлор (вони познайомилися і закохалися на зйомках фільму «Клеопатра»). Величезна ціна діаманта викликає неймовірний шум у західній пресі, і подружня «зоряна» пара стає символом голлівудського успіху.
- Платинову брошку у вигляді величної дикої кішки, інкрустованою діамантами, що спирається лапами на відполірований сапфір вагою 152 карати, придбали герцог і герцогиня Віндзорські. Потім з'явилася ціла колекція прикрас з пантерами — La Panthere de Cartier: персні з білого золота, прикрашені діамантами та оніксом, персні з жовтого золота з чорною лаковою вставкою, кільцеподібні сережки з чергуванням золотих і діамантових смужок.